# Miroslav
Miroslav (niem. Miroslau) – miasto w Czechach, w kraju południowomorawskim.
Według danych z 31 grudnia 2003 powierzchnia miasta wynosiła 26,60 km², a liczba jego mieszkańców 3017 osób.
W miejscowości znajduje się stacja kolejowa Miroslav.

## Demografia
| Rok             | 1970 | 1980 | 1991 | 2001 | 2003 |
| --------------- | ---- | ---- | ---- | ---- | ---- |
| Liczba ludności | 2720 | 2926 | 3036 | 3010 | 3017 |

Źródło: Czeski Urząd Statystyczny

## Zabytki

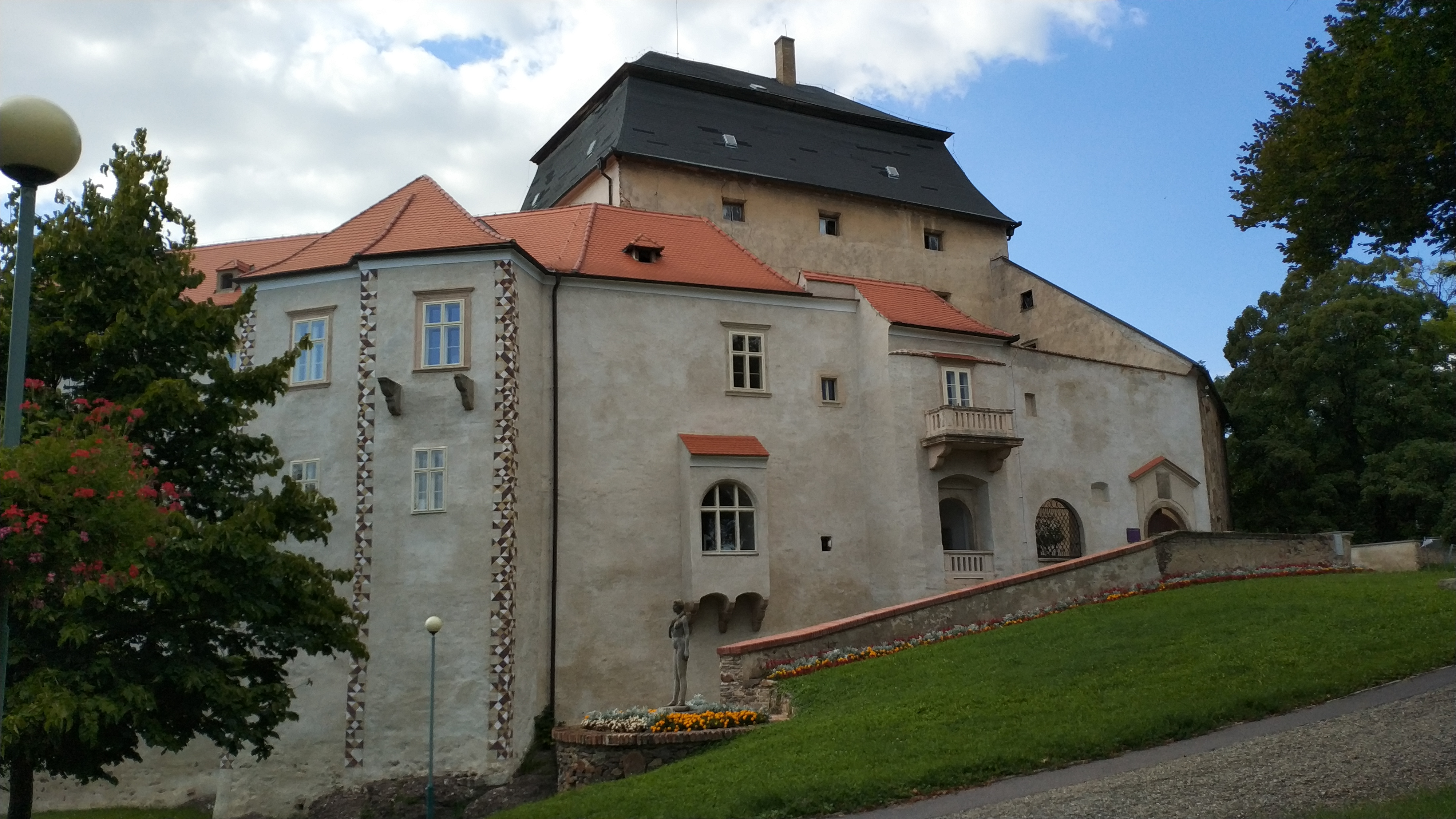
Zamek Miroslav

- XVII-wieczny zamek odrestaurowany w latach 10. XXI wieku;
- kościół pw. św. Piotra i Pawła zbudowany w latach 1722–1729